# Joost Swarte

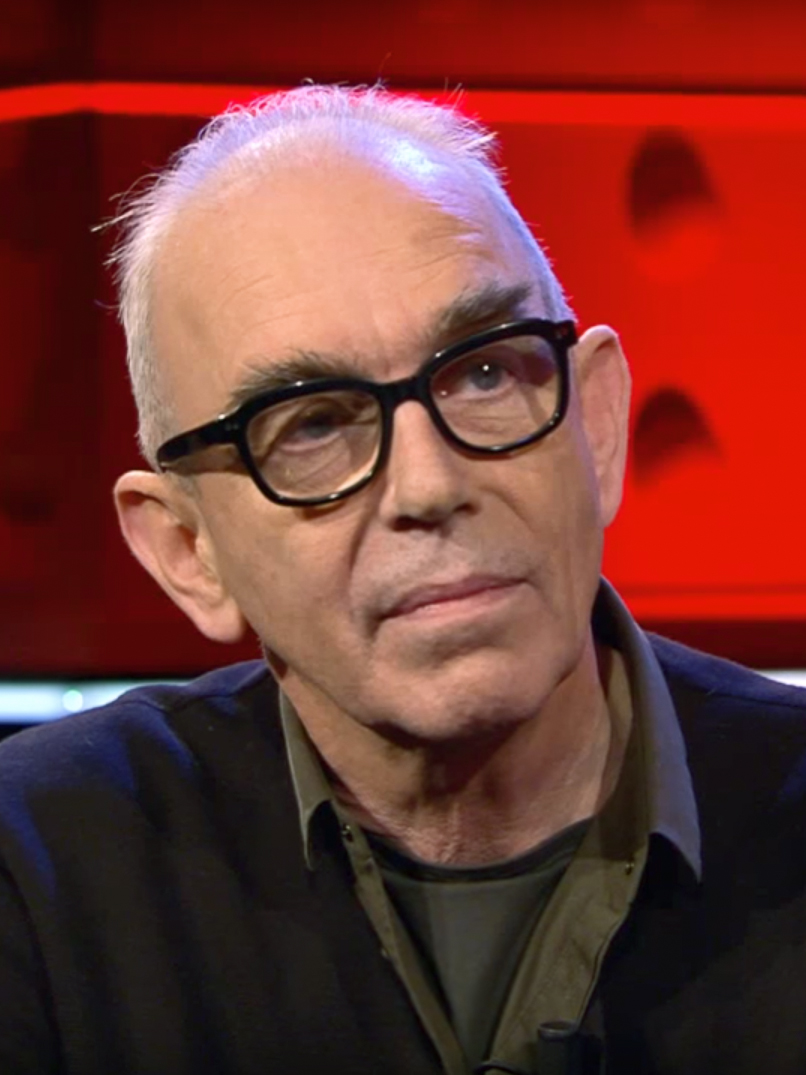
Joost Swarte (2017)

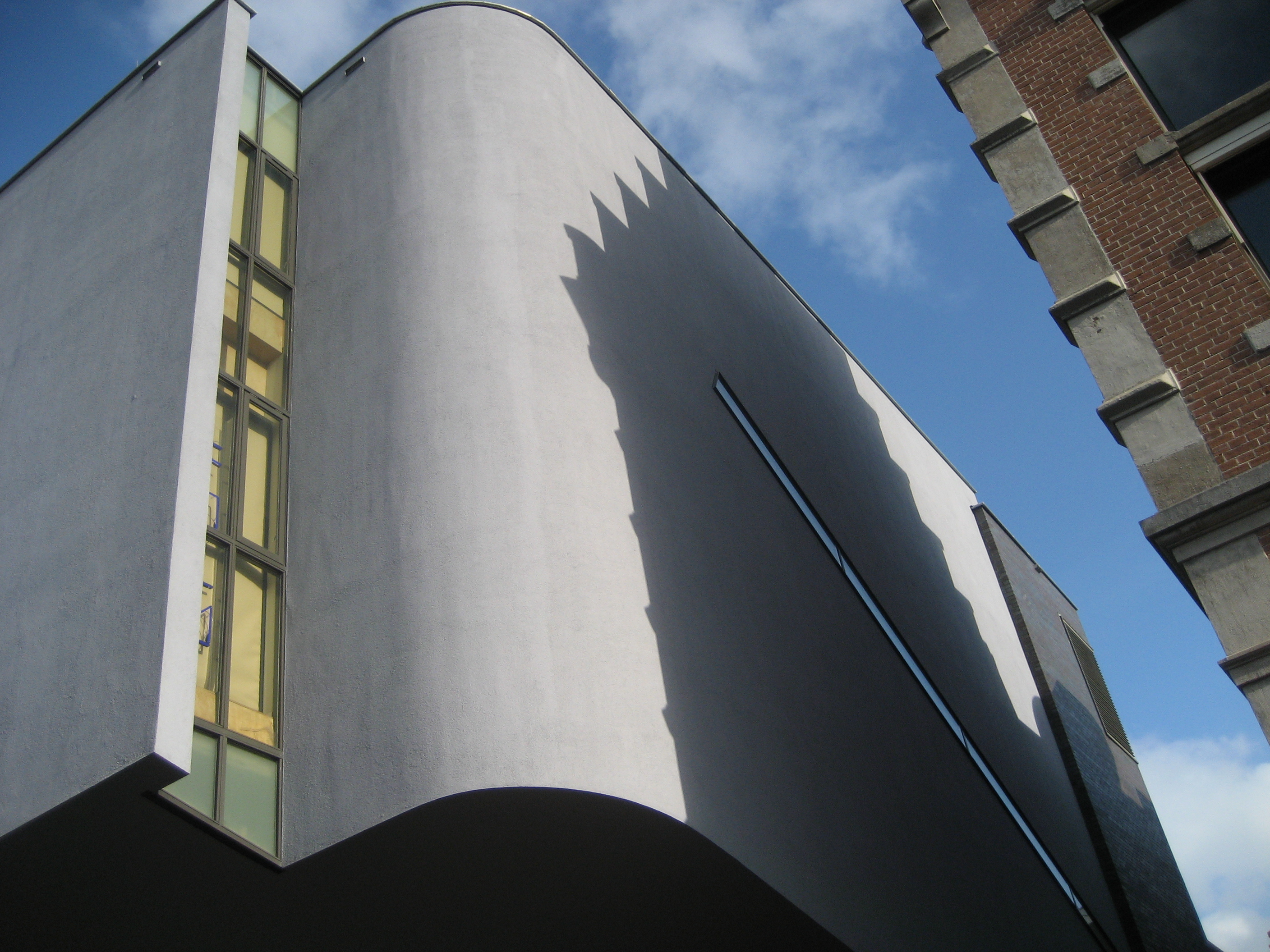
Toneelschuur in Haarlem

Joost Swarte (* 24. Dezember 1947 in Heemstede) ist ein niederländischer Illustrator, Comiczeichner und Designer. Er führte 1976 den Begriff Ligne claire für den Zeichenstil Hergés ein und zählt mit seinen farbigen, deutlich konturierten Zeichnungen zu den Vertretern des Atomstils.

## Leben
Joost Swarte studierte Industriedesign in Eindhoven, mit dem Zeichnen von Comics begann er Ende der 1960er Jahre, wobei er amerikanische Underground-Comics, europäische Kunstrichtungen wie Bauhaus, De Stijl und Art déco mit seinem Vorbild Hergé verknüpfte. Sein zeichnerisches Werk ist klein, da er auch in anderen Gebieten reüssierte. So gab er das Magazin Modern Papier heraus, das später in dem Comic-Magazin Tante Leny Presenteert aufging.
Er schuf nicht nur Comicserien wie Katoen en Pinbal, Jopo de Pojo, Anton Makassar, Dr Ben Cine und Niet Zo, Maar Zo, sondern auch Illustrationen, Poster, Platten- und Magazincover für Vrij Nederland, das belgische Magazin Humo und das italienische Architekturmagazin Abitare. Nach seiner Teilnahme am Festival International de la Bande Dessinée d’Angoulême 1980 erlangten seine Comics auch internationale Aufmerksamkeit und wurden ins Englische, Französische, Spanische, Italienische und Deutsche übersetzt. Die Werkübersicht Swarte, Hors Serie, wurde 1984 von Futuropolis veröffentlicht. Er arbeitete für das amerikanische Magazin RAW und zeichnete Titelblätter für The New Yorker. Swarte gehörte zu den Initiatoren des niederländischen Comicfestivals Stripdagen Haarlem. 1992 gründete er mit Hansje Joustra den Comicverlag Oog & Blik.
Als Designer entwickelte Swarte überwiegend Möbel, er arbeitete auch an Glasfenstern und Wandmalereien. In Haarlem gestaltete er gemeinsam mit dem Architekturbüro Mecanoo das Theatergebäude De Toneelschuur. Zudem entwarf er das Design des 2009 in Louvain-la-Neuve eröffneten Hergé-Museums.

## Werke (auf Deutsch)
- Modern Art Zweitausendeins, 1980 (62 Seiten, Sammlung von 6 Storys)
- Kattun + Kugel - druck von unten neunte kunst, Osnabrück 1996 ISBN 3-9802875-3-X
- Kattun + Kugel - Ein Auto nach Mass neunte Kunst, Osnabrück 1997 ISBN 3-9802875-4-8

## Auszeichnungen
- 1981: Prix Saint-Michel als bester ausländischer Künstler auf dem belgischen Comicfestival in Brüssel.
- 1998: Stripschapprijs, Preis für niederländische Comiczeichner.
- 2004: Ernennung zum „Offizier“ im Orden von Oranien-Nassau durch die amtierende Königin der Niederlande, Beatrix.[4]

## Ausstellungen
- November 2014  bis Februar 2015, Cartoonmuseum Basel: Joost Swarte. Zeichner und Gestalter.[5]